# Anomis directilinea
Anomis directilinea är en fjärilsart som beskrevs av William Schaus 1911. Anomis directilinea ingår i släktet Anomis och familjen nattflyn. Inga underarter finns listade i Catalogue of Life.